# کیهاچی اوکاموتو
کی‌هاچی اوکاموتو (انگلیسی: Kihachi Okamoto؛ ۱۷ فوریهٔ ۱۹۲۴ – ۱۹ فوریهٔ ۲۰۰۵) کارگردان و فیلم‌نامه‌نویس اهل ژاپن بود.

## فیلم‌شناسی
- سامورایی قاتل (۱۹۶۵)
- نبرد اوکیناوا (۱۹۷۱)